# Силва, Жозе да
Жозе Антониу Алвеш Феррейра да Силва (порт. José António Alves Ferreira da Silva; род. 27 октября 1971, Кабинда) — португальский гребец-байдарочник. Участник летних Олимпийских игр 1992 года, чемпион Европы в марафоне 1995 года.

## Биография
Жозе да Силва родился 27 октября 1971 года в ангольском городе Кабинда.
Выступал в соревнованиях по гребле на байдарках и каноэ за португальский «Амаранте».
В 1992 году вошёл в состав сборной Португалии на летних Олимпийских играх в Барселоне. В соревнованиях байдарок-двоек на дистанции 500 метров вместе с Жуакином Кейрушем заняли в четвертьфинале 6-е место с результатом 1 минута 37,33 секунды, уступив 1,98 секунды попавшим в полуфинал со 2-го места Микко Колехмайнену и Олли Колехмайнену из Финляндии. В заплыве надежды заняли 2-е место (1.33,57) и пробились в полуфинал, где стали седьмыми (1.32,33), уступив 2,31 секунды попавшим в финал с 4-го места Хуану Хосе Роману и Хуану Санчесу из Испании. В соревнованиях байдарок-двоек на дистанции 1000 метров вместе с Жуакином Кейрушем заняли в четвертьфинале 3-е место с результатом 3.22,46, уступив 1,37 секунды попавшим в полуфинал со 2-го места Кену Падвайскасу и Джейсону Русу из Канады. В заплыве надежды заняли 4-е место (3.18,42) и пробились в полуфинал, где оказались восьмыми (3.22,75), проиграв 2,86 секунды попавшим в финал с 5-го места Иану Фергюсону и Полу Макдональду из Новой Зеландии.
В 1995 году завоевал золотую медаль чемпионата Европы по гребле на байдарках и каноэ на марафонских дистанциях в Мурсии. Вместе с Жуаном Гомишем победили в соревнованиях байдарок-двоек на дистанции 30 км с результатом 1 час 56 минут 21,43 секунды.